# Café Atlantico
Albums de Cesária Évora
Cabo Verde
(1997) São Vicente di Longe
(2001)
 Café Atlantico est le septième album de la chanteuse de morna et de coladeira cap-verdienne Cesária Évora, sorti en 1999.
En 2000, lors de la 15e cérémonie des Victoires de la musique, l'album remporte la Victoire de l'album de musiques traditionnelles ou de musiques du monde.

## Historique

### Enregistrement et production
L'album est enregistré au studio Recall à Pompignan dans le département du Gard en France par João Magalhaes assisté de Renauld Van Welden, sauf les morceaux Flôr di nha esperança et Perseguida qui sont enregistrés au studio Harry Son à Paris en France par Pascal Catet,,.
Des enregistrements additionnels sont réalisés à La Havane à Cuba pour les morceaux 1, 3, 5, 6, 8, 9, 11 et 12,.
L'album est produit par José da Silva pour Lusafrica, et la production exécutive est assurée par Angelo Spencer en France et par Alfredo Peñalver à Cuba,,.
Le mixage est effectué au studio Marcadet par Stéphane Caisson et José da Silva (sauf Beijo de longe mixé au Studio Gimmick) et la mastérisation (matriçage) est réalisée par André Perriat au studio Top Master à Paris,,.

### Publication
L'album sort en CD en 1999 sur les labels Lusafrica, BMG et RCA dans de nombreux pays et sur le label Tropical Music en Allemagne.
Le design de la pochette est l'œuvre d'Objectif Lune et les photos sont de Youri Lenquette et Éric Mulet,,.

## Accueil

### Accueil critique
Le site AllMusic attribue 4,5 étoiles à l'album Café Atlantico.
Le critique Jose F. Promis d'AllMusic souligne que, avec cet album, « Césaria Évora s'aventure dans des paysages musicaux plus latino-américains que le portugais, qui dominait ses précédents albums. Évora puise dans la musique traditionnelle cubaine et brésilienne pour un effet envoûtant ». Il conclut que « cet album n'est rien de moins que de la classe mondiale et sera apprécié par les générations à venir ».
James Lien, du CMJ New Music Report, estime que « chantant des chansons déchirantes sur l'amour qui a mal tourné, Cesária Évora est la reine incontestée de la musique cap-verdienne triste connue sous le nom de morna. Café Atlantico est un album magnifique, finement travaillé, qui a montré exactement pourquoi elle est si populaire et qui a également contribué à son ascension vers la célébrité ».

### Distinction
- 2000 : Victoire de la musique dans la catégorie Victoire de l'album de musiques traditionnelles ou de musiques du monde[6],[7],[8],[9],[10],[11],[12],[13]

### Nomination
L'album fait partie des 6 albums de Cesária Évora à avoir fait l'objet d'une nomination au Grammy Award dans la catégorie « Meilleur album de musique du monde contemporaine » :
- 1996 : Cesária
- 1998 : Cabo Verde
- 1999 : Miss Perfumado
- 2000 : Café Atlantico
- 2002 : São Vicente di Longe
- 2004 : Voz d'Amor

Mais seul Voz d'Amor a remporté le Grammy Award.

## Liste des morceaux
L'album comprend les quatorze morceaux ci-dessous,.
| 1.    | Flôr Di Nha Esperança     | Traditionnel / Rufino Almeida   | 4:15 |
| 2.    | Vaquinha Mansa            | Gregorio Gonçalves              | 4:46 |
| 3.    | Amor Di Mundo             | Teófilo Chantre                 | 4:05 |
| 4.    | Paraiso Di Atlantico      | Manuel De Novas                 | 3:56 |
| 5.    | Sorte                     | Teófilo Chantre                 | 3:48 |
| 6.    | Carnaval De São Vicente   | Pedro Rodrígues                 | 3:48 |
| 7.    | Desilusão Dum Amdjer      | Daniel Spencer                  | 5:35 |
| 8.    | Nho Antone Escaderode     | Gregorio Gonçalves              | 3:45 |
| 9.    | Beijo De Longe            | Teófilo Chantre / Gerard Mendes | 4:00 |
| 10.   | Roma Criola               | Teófilo Chantre                 | 4:09 |
| 11.   | Perseguida                | B. Leza                         | 4:50 |
| 12.   | Maria Elena               | Lorenzo Barcelata / Bob Russell | 3:29 |
| 13.   | Cabo Verde Mandá Mantenha | Manuel De Novas                 | 4:01 |
| 14.   | Terezinha                 | Gregorio Gonçalves              | 3:24 |
| 54:22 |                           |                                 |      |

## Musiciens
- Cesária Évora : chant
- Luis Ramos : slide guitar, chœurs
- Jacinto Pereira : cavaquinho, chœurs
- José Paris : guitare basse acoustique, chœurs
- Fernando Andrade (Nando) :  piano, chœurs
- Calu : batterie
- Tey Santos : percussions
- Totinho : saxophones, percussions, chœurs